# Pınar Cankarpusat
Pınar Cankarpusat est une ancienne joueuse de volley-ball turque née le 7 mars 1981 à Ankara. Elle mesure 1,90 m et jouait au poste de centrale. 

## Clubs
| Club                       | De        | À         |
| -------------------------- | --------- | --------- |
| Ankara Demirspor           | 1999-2000 | 1999-2000 |
| Kocaelispor İzmit          | 2000-2001 | 2002-2003 |
| SSK Ankara                 | 2005-2006 | 2005-2006 |
| Beşiktaş İstanbul          | 2006-2007 | 2008-2009 |
| Emlak TOKİ Ankara          | 2009-2010 | 2010-2011 |
| Pursaklar Belediyesi       | 2011-2012 | 2011-2012 |
| Bursa BBSK                 | 2012-2013 | 2013-2014 |
| Nilüfer Belediye           | 2014-2015 | 2014-2015 |
| Karayolları Spor Kulübü    | 2015-2016 | 2015-2016 |
| Yeşil Bayramiç Spor Kulübü | 2016-2017 | 2016-2017 |